# الضروبة (المخادر)

تعديل مصدري - تعديل

الضروبة محلة تابعة لقرية الصانعة، التابعة لعزلة السحول بمديرية المخادر إحدى مديريات محافظة إب في الجمهورية اليمنية، بلغ تعداد سكانها 519 حسب تعداد اليمن لعام 2004.